# نوی دی مودنا
نوی دی مودنا (به ایتالیایی: Novi di Modena) یک کومونه در ایتالیا است که در استان مودنا واقع شده‌است.

## خصوصیات
نوی دی مودنا ۵۱٫۸ کیلومترمربع مساحت و ۱۰٬۲۴۵ نفر جمعیت دارد و ۲۱ متر بالاتر از سطح دریا واقع شده‌است.